# Iglesia de Santiago del Burgo (Zamora)
La iglesia de Santiago del Burgo o como se la denomina a veces, Santiago el Burgo, es un templo de estilo románico que se halla en la ciudad de Zamora, España. Datada a finales del siglo XII. Mantiene su estructura original de tres naves, típica del románico hispano. Siendo la única iglesia de la ciudad (con excepción de la Catedral) que mantiene esta estructura interior de cabecera tripartita. El edificio de la iglesia se completa con una torre cuadrangular situada en el ángulo suroeste. Está situada en el centro de la actual Zamora, en la transitada calle de Santa Clara.

## Historia y ubicación

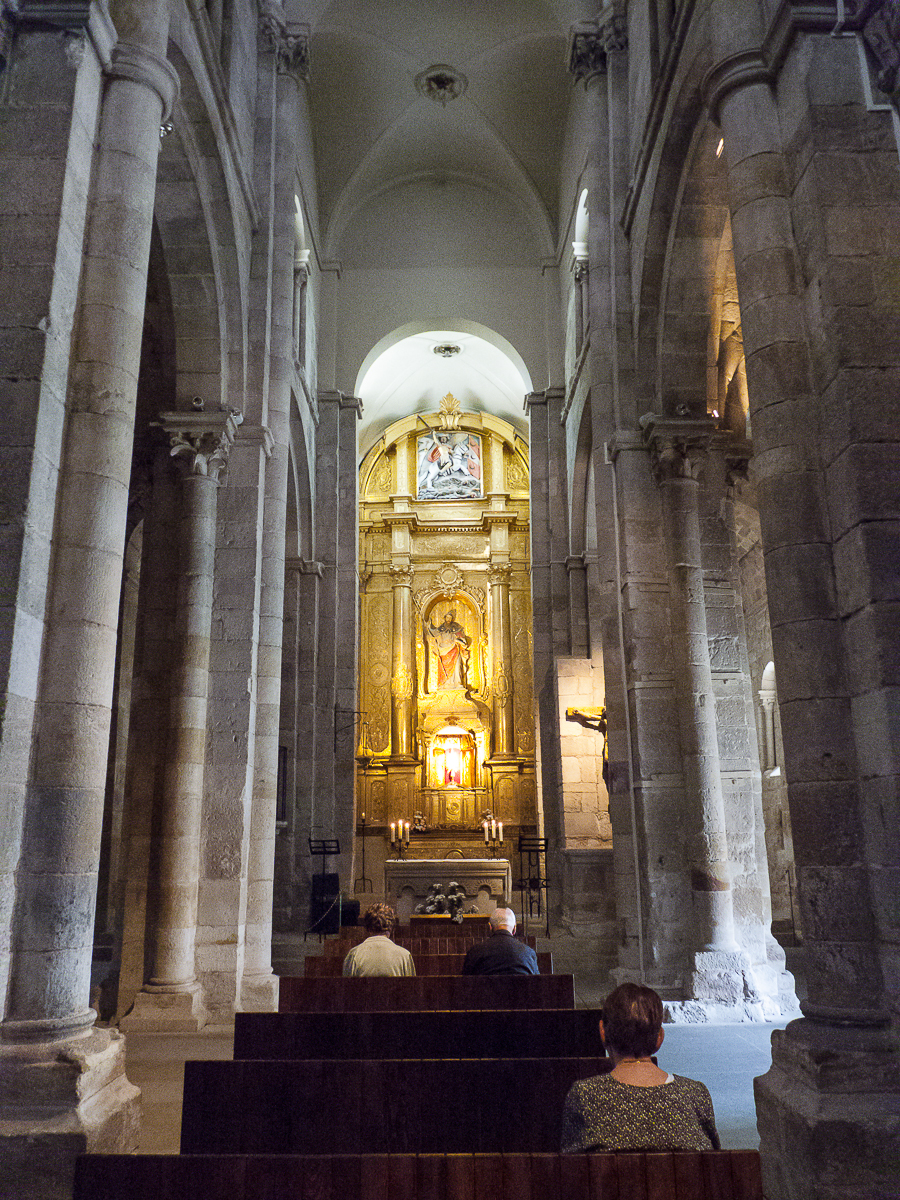
Aspecto del interior del templo. Resulta llamativa la estrechez de las naves, incluida la principal.

Se comenzó a edificar fuera del recinto amurallado de la ciudad, dentro de lo que fue el primer ensanche de la ciudad. Se construyó durante el reinado Fernando I, en los primeros instantes de la reconstrucción de la ciudad tras una razia de Almanzor que la arrasó y despobló. El monarca cristiano, tras retomar la ciudad, otorgó privilegios a los que ayudaran en la construcción y repoblación de la abandonada ciudad. Ante la llegada de gente de León se crearon pueblas y burgos que los acogieran. Muchos de los burgos se encontraban fuera del primer recinto amurallado. En los burgos de los arrabales, junto a la muralla, se edificaron iglesias como la de San Juan de la Puerta Nueva. De esta forma en la calle de San Andrés se establecieron maragatos, en la calle renova (denominada por corrupción como rúa nova) de gallegos, etc. la evolución urbana a lo largo de la directriz de calles como Santa Clara, o San Torcuato hizo que se edificara finalmente esta iglesia de Santiago del Burgo. El barrio es denominado en el siglo XII como Barrio del Burgo.
Los primeros documentos que hacen mención escrita de la iglesia datan del 1176 y mencionan que el edificio se encuentra cercano a unas eras (illa eclesia de San Jacobi de las eiras). Aunque se empezó su construcción en la segunda mitad del siglo XII, no se terminó hasta el XIII, justo cuando se repoblaba esta sección occidental de la ciudad. La última reforma de importancia se realizó en el siglo XIX como consecuencia de las reparaciones efectuadas ante el derrumbe de varias bóvedas. Concretamente en 1820 que hubo de reedificarse (tal y como expresa una cartela que hay, o había, en la capilla absidal del lado del Evangelio). En la segunda mitad del siglo XX se derribaron edificaciones anejas, dejándola exenta como está en la actualidad. Hasta 1888 ha pertenecido a la diócesis de Santiago de Compostela, por lo que lleva el nombre de Santiago. Se construyó en época coetánea a la Catedral, en su momento, en un barrio llamado El Burgo (de ahí Santiago del Burgo) en un ensanche de la ciudad amurallada y tiene la particularidad de que es la única iglesia de Zamora que conserva la disposición original de las naves, de dos alturas.
El primer historiador que reparó en detalle de la iglesia fue Tomás María Garnacho, que en su obra «Breve noticia de algunas antigüedades de la ciudad y provincia de Zamora» (1878) dedica un capítulo. En 1912 el secretario de la Comisión de Monumentos de Zamora, Manuel Gómez-Villaboa, elabora extenso artículo. En dicho artículo se inició los trámites para que finalmente fuese reconocido como Monumento Nacional ya desde el año 1915, al poco de ser concedido se le hicieron reformas. A mediados del siglo XX fue el Museo de Bellas Artes. A comienzos del siglo XX se restauró el entorno y se colocaron asientos de piedra en su perímetro.

## Descripción
Se trata de una iglesia de planta rectangular, sin crucero. Interiormente posee doce metros de ancho y veintiséis de largo. Las tres naves se cubren de bóvedas de cañón en todos sus tramos. La portada principal que da a la calle Santa Clara se encuentra dividido por un pendolón. Existe otra entrada en desuso por la plaza de Santiago, de un total de tres: dos en las naves laterales y una en el hastial. Hasta el siglo XIX la primitiva fábrica subsistió en casi su totalidad. El zócalo de la iglesia se encuentra a una cota inferior que la calle de Santa Clara, para acceder a la iglesia es necesario bajar una escalera.
La nave central, de gran altura, esta cubierta con bóveda de cañón y las dos laterales con bóveda de arista, separándose entre ellas mediante arcos de medio punto que descansan en seis pilares a los que se adosan semicolumnas. Los capiteles existentes son fundamentalmente de tipología vegetal, aunque algunos son historiados como la lucha de David con una honda, Sansón y el león, aves y dragones picoteando racimos de uvas y diferentes caballeros. La iglesia muestra una escasa decoración en su interior, típica de las iglesias zamoranas construidas "a posteriori" de la Catedral. La fábrica es una mezcla de sillarejo desbastado y sillería a escuadra en las esquinas, vanos y arcos, la cual combina caliza y arenisca.
En la cabecera se disponen tres capillas de planta rectangular, todas ellas corresponden a los ábsides y adosados a las paredes laterales. En las capillas se encuentran nichos sepulcrales de piedra de la misma datación de la iglesia. Dicha cabecera es copia exacta de la iglesia de San Esteban. En su lado norte se puede ver una estancia rectangular adosada, probable sacristía, cuya bóveda de nervios apuntados hace pensar que es una "adenda" del siglo XVI.

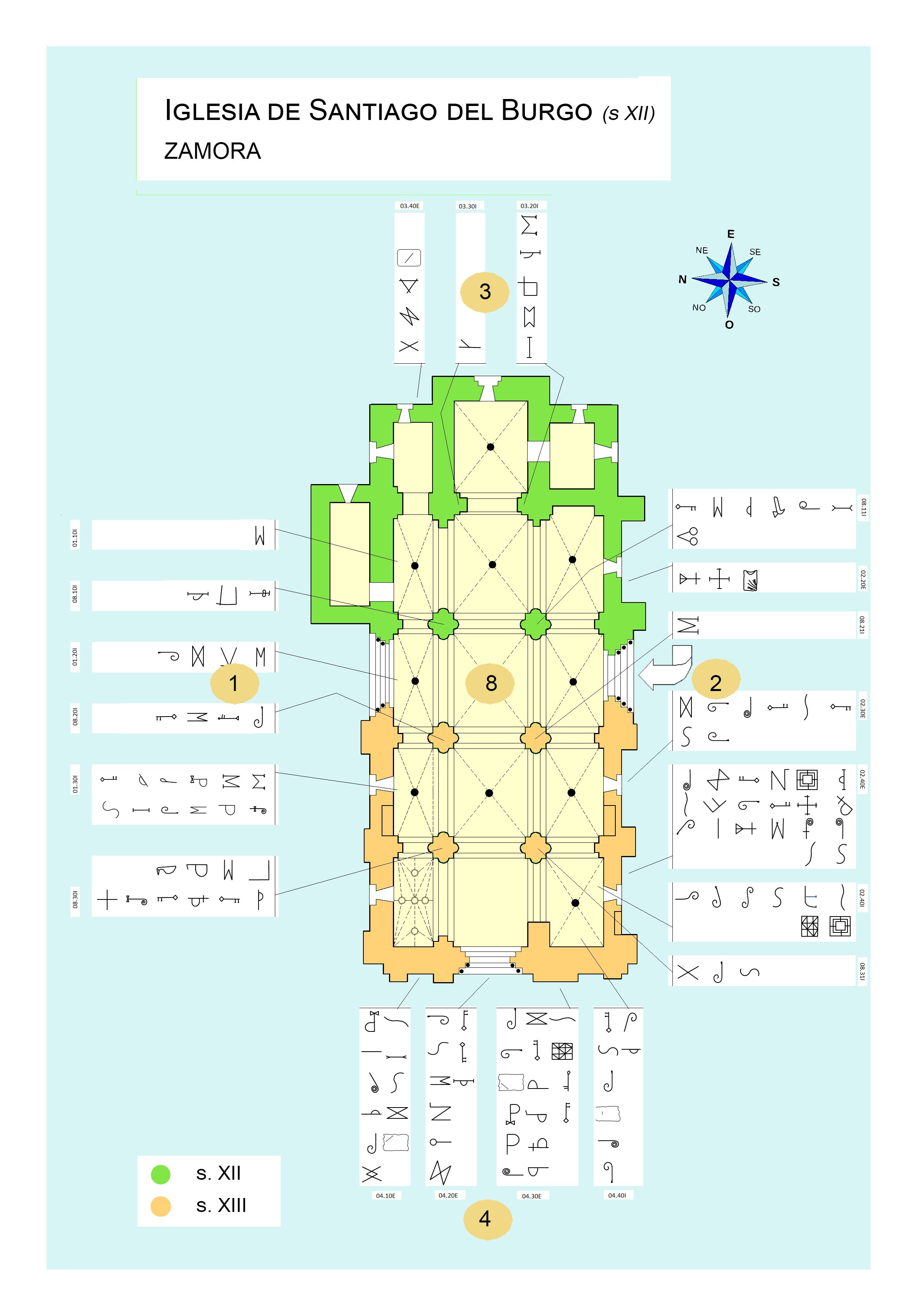
Aprox. a la planta y marcas de cantero.
1 Fachada Norte, 2 Fachada sur, 3 Fachada este, 4 Fachada oeste, 8 Nave central.

### Planta
La iglesia de Santiago del Burgo tiene planta basilical de tres naves (8) en cuatro tramos con cabecera plana (3) de tres ábsides; la torre-campanario se sitúa en el lado suroeste del templo.
Dispone de tres portadas en las fachadas norte (1), sur (2) y oeste (4).

Fue realizada en sillería caliza y arenisca.

Presenta la orientación litúrgica habitual.

El acceso al templo se efectúa por la portada de la fachada sur.

### Marcas de cantero
Se han identificado 284 signos de 93 tipos diferentes, de complejidad media, 1 a 16 trazos, con predominio de trazo curvo, perfil y trazo normal.
Su distribución por zonas puede verse en el informe ‘Distribución’.
En el informe 'signos rectores', se aprecian 2 logias de canteros que trabajaron en la fachada norte, 4 la sur, 2 en la este y 8 en la oeste.
El resto de signos pueden agruparse en:

‘Comunes y de ejecución’: Aspas, ángulos y posición de sillar, etc. habituales en todos los edificios y algunos ‘Ideogramas’, en especial los cristianos, cruces, etc., a los que se les atribuye un significado simbólico religioso de protección del templo.

La tipología y morfología de las marcas apuntan a dos etapas constructivas: una primera románica y otra de estilo gótico, ver informe "Etapas históricas".

La densidad gliptográfica, 5,9 %, es típica de otras construcciones similares de la zona.

### Portadas
El edificio cuenta con tres portadas, estando abierta sólo la que mira al sur (calle Santa Clara). Las tres portadas poseen características diferentes en su realización:
1. La portada del hastial occidental, clausurada, está formada por tres arquivoltas de dovelas lobuladas. Sobre ella, se encuentra un rosetón de rueda de carro.
2. La portada septentrional está formada por cuatro arquivoltas de dovelas almohadilladas y finalmente, la portada meridional, la más peculiar, dispone de tres arquivoltas aboceladas que descansan sobre tres columnas en cada lado con capiteles corintios esquematizados y dos arcos gemelos de medio punto que en su intersección se encuentra un pinjante. Su realización es muy similar a la iglesia románica de Apiés (Huesca).[10]
3. El tímpano de la portada sur es liso, sin decoración. Esta ausencia es extraña en el románico zamorano.[8] Sobre esta puerta se sitúa un rosetón con doble celosía con seis hexágonos situados alrededor de un círculo. La fachada meridional está dividida en cuatro tramos, sujeta por cinco contrafuertes. En el tramo mediano se encuentra situada esta portada.

### Torre
El templo dispone de torre de planta cuadrada situada en la esquina suroccidental, lisa hasta que se alcanzan los vanos campaneros. Se supone que dichas ventanas han perdido el arco de medio punto antes del siglo XIX. Quizás anteriormente se encontrara acabada en un agudo remate piramidal a cuatro aguas, en la actualidad es plano. El acabado de la torre se encuentra en una cota muy superior al de la cubierta de la nave central de la iglesia.